# Ljudmila Sjubina
Ljudmila Jegorovna Sjubina (ryska: Людмила Егоровна Шубина; azeriska: Lüdmila Şubina), född den 9 oktober 1948 i Kazan i Tatariska ASSR i Sovjetunionen (nu Tatarstan i Ryssland), är en azerbajdzjansk sovjetisk före detta handbollsspelare.
Hon tog OS-guld i damernas turnering  i samband med de olympiska handbollstävlingarna 1976 i Montréal.